# Liste der Baudenkmäler im Stadtbezirk Bielefeld-Senne
Die Liste der Baudenkmäler im Stadtbezirk Bielefeld-Senne enthält die denkmalgeschützten Bauwerke auf dem Gebiet des Stadtbezirks Bielefeld-Senne in Nordrhein-Westfalen. Diese Baudenkmäler sind in der Denkmalliste der Stadt Bielefeld eingetragen; Grundlage für die Aufnahme ist das Denkmalschutzgesetz Nordrhein-Westfalen (DSchG NRW).

Eine Übersicht über alle Baudenkmäler in Bielefeld findet sich unter der Liste der Baudenkmäler in Bielefeld.

| Bild                             | Bezeichnung                                 | Lage                                         | Beschreibung | Bauzeit                                                                                 | Eingetragen seit | Denkmal- nummer |
| -------------------------------- | ------------------------------------------- | -------------------------------------------- | --- | --------------------------------------------------------------------------------------- | ---------------- | --------------- |
| Sennekotten                      | Sennekotten                                 | Bezirk Senne Am Schießstand 18 Karte         | Bauernhaus Fastabend, Senne II Nr. 29. Zweiständer-Fachwerkhaus mit Durchgangsdiele, Inschrift am Torbogen. | 1661                                                                                    |                  | 156             |
| Fachwerk-Bauernhaus              | Fachwerk-Bauernhaus                         | Bezirk Senne Am Wahlbrink 16 Karte           | Bauernhaus Borgbrink, später Bentkamp, Fa. Windel, Senne I Nr. 49. Vierständer-Fachwerkhaus, Torbogen ohne Inschrift, die Bezeichnung 1697 im Giebel sekundär. | Mitte 19. Jahrhundert                                                                   |                  | 122             |
| Hermann-Windel-Halle             | Hermann-Windel-Halle                        | Bezirk Senne Am Waldbad 72 Karte             | Turnhalle im Stil des Neoklassizismus, die symmetrische Frontansicht in der Mitte akzentuiert durch einen Altan. | um 1930                                                                                 |                  | 495             |
| BW                               | Hofhaus und Schafscheune                    | Bezirk Senne Bekelheider Str. 137 Karte      | Hof Beckel, Senne I Nr. 9. Bauernhaus: Großes Vierständer-Fachwerkhaus mit Kammerfach, am Torbogen bezeichnet 1849, Meister Fritz Kastrup. Schafstall: Fachwerkbau mit Inschriften, die auf die Schafstall-Nutzung Bezug nehmen, Zimmermeister J. H. MT. | 1849 (Inschrift Torbogen Bauernhaus), 1850 (Inschrift Schafstall)                       |                  | 521             |
| weitere Bilder                   | Hauptfriedhofskapelle auf dem Sennefriedhof | Bezirk Senne Brackweder Str. Karte           | Kuppelbau im Stil der Reformarchitektur mit Fassaden aus Ettringer Tuff, Eingangsportikus mit Relief im darüber liegenden Tympanon von Bildhauer Hans Perathoner, „Trauer“, „Tod“ und „Hoffnung“ (v. l. n. r.) darstellend, Architekt: Stadtbaurat Friedrich Schultz. | 1913                                                                                    | 1986             | 155             |
| Torgebäude Sennefriedhof         | Torgebäude Sennefriedhof                    | Bezirk Senne Brackweder Str. 82, 84 Karte    | Hauptzugang des Sennefriedhofes. Baugruppe aus zwei pavillonartigen Baukörpern mit schlichten Putzfassaden im Stil der Reformarchitektur. Akzentuierungen durch Fensterläden, Rankgitter u.a., Architekt Stadtbaurat Friedrich Schultz. | 1912/1913                                                                               |                  | 154             |
| Ehem. Kutscherhaus               | Ehem. Kutscherhaus                          | Bezirk Senne Brackweder Straße 86 Karte      | |                                                                                         | 20.01.2017       | 538             |
| Dreiständer Kötterhaus           | Dreiständer Kötterhaus                      | Bezirk Senne Buschkampstr. 73 Karte          | Bauernhaus Otto im Kampe, Senne I Nr. 54. Dreiständer-Fachwerkhaus mit niederdeutscher Inschrift am Torbogen, vom Oberkampweg 54 hierher versetzt. | 1607 (Inschrift Torbogen)                                                               |                  | 277             |
| Zweiständer Colonatshaus         | Zweiständer Colonatshaus                    | Bezirk Senne Buschkampstr. 75 Karte          | Bauernhaus Eggert im Kampe, Senne I Nr. 65. Zweiständer-Fachwerkhaus, vom Oberkampweg 65 nach hierher versetzt | 1756 (Inschrift Torbogen)                                                               |                  | 275             |
| Backspeicher                     | Backspeicher                                | Bezirk Senne Buschkampstr. 75 Karte          | Backspeicher Birkemeyer Senne I Nr. 12. Zweistöckiger Fachwerkbau mit vorkragendem Obergeschoss, von der Kampstraße 110 hierher versetzt. | 1683 (Inschrift)                                                                        |                  | 276             |
| Vierständer Colonatshaus         | Vierständer Colonatshaus                    | Bezirk Senne Buschkampstr. 75 Karte          | Bauernhaus Johann im Kampe, Senne I Nr. 50. Kleines Fachwerk-Flettdielenhaus mit Kammerfach, Zimmermeister Johan Henrich Gasel, vom Unterkampweg 50 hierher versetzt. | 1820 (Inschrift Torbogen)                                                               |                  | 278             |
| ehemaliger Hof Buschkamp         | ehemaliger Hof Buschkamp                    | Bezirk Senne Buschkampstr. 75 Karte          | Bauernhaus Buschkamp, Gasthaus an der Chaussee nach Paderborn, Senne I Nr. 16. Zweiständer-Fachwerkhaus mit Kammerfach, Zimmermeister Johann Henrich Benter, von der Brackweder Str. 221 hierher versetzt. | 1811 (Inschrift Torbogen)                                                               |                  | 279             |
| offene Remise                    | offene Remise                               | Bezirk Senne Buschkampstr. 75 Karte          | | 19. Jahrhundert                                                                         |                  | 280             |
| Wohnhaus (Villa im Landhausstil) | Wohnhaus (Villa im Landhausstil)            | Bezirk Senne Friedhofstr. 38 Karte           | |                                                                                         |                  | 515             |
| BW                               | Bauernhaus, ehemaliger Flaskämper Hof       | Bezirk Senne Friedrichsdorfer Str. 190 Karte | Bauernhaus Obbelode, Senne I Nr. 2. Großes Fachwerk-Flettdielenhaus von 1582, 1749 umgebaut durch Zimmermeister Andreas Kampeter. | 1582, 1749 (Inschrift Torbogen)                                                         |                  | 98              |
| BW                               | Hof Niedergassel                            | Bezirk Senne Gasselstr. 130 Karte            | Hof Niedergassel, Senne I Nr. 8. Bauernhaus großes Fachwerk-Vierständerhaus mit Kammerfach, Bauherr und Zimmermeister Henrich Christophffel Niedergasel. Kornspeicher zweigeschossiger Fachwerkbau für den gleichen Bauherrn errichtet. | 1777 (Kornspeicher, Inschrift), 1786/1787 (Bauernhaus Inschrift Seitentür und Torbogen) |                  | 133             |
| BW                               | zwei Fachwerkhäuser                         | Bezirk Senne Klashofstr. 81 u. 83 Karte      | Hof Niewöhner, später Rüschenpöhler., Senne I Nr. 47. Bauernhaus: Fachwerk-Flettdielenhaus mit niedrigen Traufseiten, 1709 von Meister Christoffel Hinerich Scherpel. Restauriert um 1995. Heuerlingshaus: Fachwerkhaus mit Durchgangsdiele. | 1709 (Inschrift Torbogen Bauernhaus), 1803 (Inschrift Torbogen Heuerlingshaus)          |                  | 131             |
| Wasserturm                       | Wasserturm                                  | Bezirk Senne Krackser Str. 12 Karte          | Wasserturm auf dem Werksgeländer der Bleiche Windel, errichtet in Stil der Reformarchitektur nach Plänen des Architekten Wilhelm Wiethüchter. | 1925                                                                                    |                  | 123             |
| BW                               | Zweiständer-Fachwerkkotten                  | Bezirk Senne Osningstr. 314 Karte            | Bauernhaus Delskamp, Senne II Nr. 4. Kleines Fachwerk-Flettdielenhaus mit Kammerfach, von Zimmermeister Peter Henrich Kastrup. | 1823 (Inschrift Torbogen)                                                               |                  | 514             |
| BW                               | Backhaus des Hofes Große Bokermann          | Bezirk Senne Osningstr. 332 Karte            | Backhaus Hof Große-Bockermann, Senne I Nr. 11. Eingeschossiger Fachwerkbau ohne Inschrift, dendrochronologisch datiert auf 1826. | 1826                                                                                    |                  | 402             |
| weitere Bilder                   | Osthusschule                                | Bezirk Senne Senner Str. 255 Karte           | Dritte Gemeindeschule von Senne I. Schlichter, eingeschossiger Ziegelbau mit Satteldach. | 1895 (Inschriftstafel)                                                                  | 04.08.1997       | 482             |
| weitere Bilder                   | Schulhaus (umgesetzt)                       | Bezirk Senne Senner Str. 255 Karte           | Gemeindeschule Oldentrup-Hillegossen, Oldentrup Nr. 40. Fachwerk-Querdielenhaus der einklassigen Schule mit Lehrerwohnung, Baumeister Johann Joachim Hallerberg, von der damaligen Hillegosser Straße 286 hierher versetzt (heute: Niedernholz, inzwischen in die Papierfabrik einbezogen).                                                                                             | 1832 (Inschrift Torbogen)                                                               | 03.02.2005       | 522             |
| Waldkapelle                      | Waldkapelle                                 | Bezirk Senne Spiegelsberger Weg 126 Karte    | Ökumenische Christopheruskapelle, Privatkapelle der Familie von Spiegel. Kleine Kapelle in Alleinlage im Teutoburger Wald, im Stil der Heimatschutzarchitektur nach dem Vorbild der Uhlandkapelle im Landkreis Tübingen errichtet. Schlichte Fassaden aus bossiertem Osning-Sandstein, Hohlziegeldach mit Dachreiter. Ausmalung im Inneren von Hans Franke, Freiburg im Breisgau, 1931. | 1927-1929                                                                               |                  | 475             |
| weitere Bilder                   | Ramsbrock’scher Neuer Hof                   | Bezirk Senne Ummelner Str. 84 Karte          | Bauernhaus Ramsbrock, Senne I Nr. 1. Flettdielenhaus mit einfachen Ziegelfassaden, am Torgiebel umfangreiche Inschriften, Meister H. Müther. | 1883 (Inschrift)                                                                        | 17.02.1992       | 398             |
| weitere Bilder                   | Schafstall (Hof Ramsbrock)                  | Bezirk Senne Ummelner Str. 84 Karte          | Schafstall Hof Ramsbrock, Senne I Nr. 1. Dreischiffiger Fachwerkbau, erbaut für Frans Henrich Ramsbrock durch Meister Andreis Kampeter, um 2000 grundlegend restauriert. | 1733 (Inschrift)                                                                        | 14.02.2000       | 496             |
| weitere Bilder                   | Hofgebäude (Hof Ramsbrock)                  | Bezirk Senne Ummelner Str. 86 Karte          | Leibzucht (Altenteilerhaus) Ramsbrock, Senne I Nr. 1. Kleines Fachwerk-Flettdielenhaus mit Kammerfach, von Zimmermeister Jobst Henrich Hagedorn. | 1747 (Inschrift Torbogen)                                                               |                  | 114             |
| Fachwerkkotten - Kötterhaus      | Fachwerkkotten - Kötterhaus                 | Bezirk Senne Ummelner Str. 88 Karte          | Heuerlingshaus Hof Ramsbrock, Senne I Nr. 1. Fachwerkhaus mit Durchgangsdiele. | um 1800                                                                                 | 17.02.1992       | 400             |
| weitere Bilder                   | Wassermühle                                 | Bezirk Senne Ummelner Str. Karte             | Wassermühle Hof Ramsbrock, Senne I Nr. 1. Gut erhaltenes Beispiel für eine Wassermühle in Fachwerkbauweise, Türsturz mit Inschrift. Abschnittweise restauriert um 1991. | 1807 (Inschrift)                                                                        |                  | 399             |
| Bauernhaus, ehemaliger Hof Rüter | Bauernhaus, ehemaliger Hof Rüter            | Bezirk Senne Waterboerstr. 10 Karte          | Bauernhaus Rüter, Senne I Nr. 10. Fachwerk-Zweiständerhaus mit Kammerfach, Zimmermeister J. H. Piepenbrincker. Linke Seitentür mit zweitverwendetem Türbogen wohl der Zeit um 1600. 2003 restauriert. | 1786 (Inschrift Torbogen)                                                               |                  | 478             |

- Karte mit allen Koordinaten:
- OSM |
- WikiMap